# Gare de Grenoble-Universités-Gières
Gare de Grenoble-Universités-Gières – stacja kolejowa w Gières, w departamencie Isère, w regionie Owernia-Rodan-Alpy, we Francji.
Jest zarządzany przez Société nationale des chemins de fer français (SNCF) i obsługiwany przez pociągi TER Rhône-Alpes.

## Linie kolejowe
- Grenoble – Montmélian